# Ayapel Airport
Ayapel Airport är en flygplats i Colombia.   Den ligger i departementet Córdoba, i den norra delen av landet, 400 km norr om huvudstaden Bogotá. Ayapel Airport ligger 24 meter över havet. Den ligger vid sjön Ciénaga de Ayapel.
Terrängen runt Ayapel Airport är platt. Runt Ayapel Airport är det ganska glesbefolkat, med 29 invånare per kvadratkilometer. Närmaste större samhälle är Ayapel, 2,4 km nordost om Ayapel Airport. Omgivningarna runt Ayapel Airport är en mosaik av jordbruksmark och naturlig växtlighet.